# Shiba inu
El shiba inu (柴犬?) es una raza de perro, mediano y ágil, originario de Japón, que fue originalmente criado y desarrollado como perro de caza, por lo tanto es capaz de soportar terrenos montañosos. Se parece a otras razas japonesas, como el Akita Inu o el Hokkaido, pero el shiba inu es una raza diferente con un linaje, temperamento y tamaño más pequeño que otras razas de perros del país Japón. Es una de las pocas razas de perro antiguas que todavía existen en el mundo.

## Etimología
A este pequeño perro se lo ha llamado shiba desde hace mucho tiempo, con varias teorías acerca del desarrollo de ese nombre. 犬 “Inu” es el kanji japonés que significa perro, pero el significado del kanji 柴 "shiba” no está muy claro y tiene tres posibles orígenes.
Una primera explicación popular es que la palabra shiba significa "pequeño arbusto" y que a esta raza se la llamó así, justamente por ser utilizada en la caza de pequeños animales que se ocultaban entre matorrales. Otra posible explicación a este mismo kanji es debido al pelaje del animal, de color rojizo, semejante al color de estos matorrales en la época de otoño. Una tercera teoría es la del antiguo significado de "shiba", refiriéndose a "pequeño" o "poco", pese a que está en desuso esta definición desde hace mucho tiempo.
Después también está la conjetura que combina estas posibles explicaciones, refiriéndose a este animal como "perro pequeño del arbusto".

## Historia
El Shiba Inu es una raza muy antigua, aunque pese a su antigüedad no está clasificada por la FCI dentro del grupo "perros primitivos", sino como "perros spitz". Sus orígenes surgen en el Asia Meridional, registrándose los primeros indicios de la llegada de este perro al Japón sobre el año 2000 a. C. y eran descendientes de perros salvajes del Sur de China.
Como la mayoría de los perros japoneses, fue utilizado en sus orígenes para la caza en las montañas muy accidentadas y pobladas del centro del país. También se usaba en bosques donde habitaba el faisán de montaña (el yamadori) y otras presas de pluma, así como también pequeños mamíferos.
A finales del siglo XIX estuvo a punto de desaparecer al convertirse la caza en un deporte, hecho que facilitó la introducción en el país de perros de otras razas europeas, especialmente Setters y Pointers, y, debido al cruce entre las diferentes razas, se volvió más difícil encontrar un shiba puro. Sin embargo, gracias a la colaboración entre intelectuales y cazadores, se unieron esfuerzos para salvaguardar la raza y mantener líneas puras. En plena II Guerra Mundial de nuevo estuvo a punto de desaparecer la raza, pudiendo salvarse tres líneas de sangre: las San In Shiba, Mino Shiba y Shin Shu Shiba, siendo la última la más popular. A partir de estas tres líneas se desarrolló el shiba actual.
En 1920 se le aplicó el nombre de "shiba" a la raza (inu solo significa "perro" en japonés) y en 1934 se confeccionó el estándar de la raza, declarándose "monumento natural del Japón" tres años más tarde, hecho que demostraría el interés del pueblo japonés por preservar y proteger sus razas autóctonas caninas.

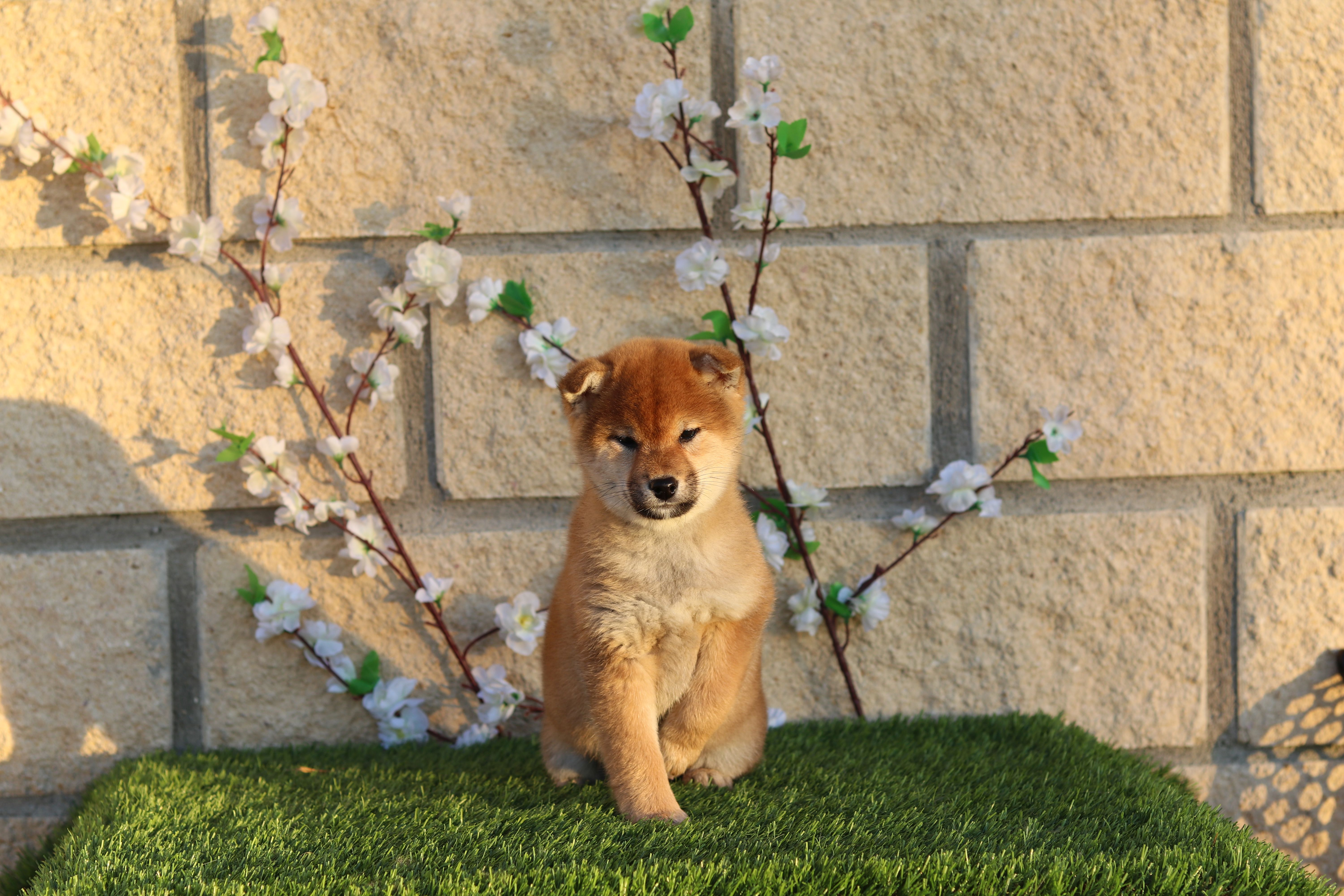
Cachorro de Shiba Inu de 2 meses.

Después de esta difícil andadura hasta la época actual el shiba Inu se ha convertido en el típico perro de compañía japonés, y pese a que varias razas europeas se han estado introduciendo durante estos últimos años con fuerza en Japón podemos decir que el shiba sigue siendo el perro de compañía por excelencia dentro de la cultura japonesa.

## Proximidad con el lobo
Todos los canes actuales son genéticamente contemporáneos, pero todos proceden del lobo, desde el chihuahua hasta el tosa inu (incluso si han estado desarrollados bajo la influencia del hombre), de distinta manera han conservado características hereditarias (ya sean internas o externas) de su ancestro común: el lobo, de las cuales algunas se han mantenido casi intactas mientras que otras han desaparecido con el paso de los años, los cruces entre diferentes tipos de perros o razas o a través de la adaptación del animal al medio ambiente.
Uno de los científicos de mayor reputación en el estudio del lobo, el Dr. Trumler Eberhard, determinó como los perros actuales heredaron diferentes características beneficiosas de este último, como son las habilidades sociales y su sentido de camaradería. Gracias a este hecho se logró la domesticación de los perros salvajes por el hombre, siendo el precio de esta "flexibilidad" y esta capacidad de sociabilidad a la hora de adaptarse justamente lo que hace que podamos medir el grado salvaje del animal (wolfishness) y que dependiendo de cada raza será mayor o menor, detectándose que los perros spitz's, (incluidos los japoneses) y los primitivos tienen este lado "salvaje" relativamente fuerte por su conexión y gran homogeneidad genética detectadas en la razas que engloban estos grupos.
En el año 2004, un estudio realizado por la Universidad de Washington sobre la estructura genética del perro doméstico ofreció resultados que marcaron el conocimiento del origen de los cánidos actuales y su parentesco con el lobo. En este estudio se trabajaba sobre una muestra de 424 perros que representaban 85 razas diferentes de distintas zonas geográficas y daba como resultado la agrupación de ciertas razas sobre la base de su proximidad genética con el lobo gris. 
De este modo, un grupo de razas parecía mostrar una relación genética más fuerte a los lobos. El shiba inu también pertenece a este grupo y por su cercanía genética con el lobo, ocupa el segundo lugar junto con el Shar Pei. La siguiente figura muestra el estudio de las 9 carreras del grupo de "lobo", en la forma de un árbol mostrando su proximidad a los lobos. Todas las otras razas fuera de este grupo sólo tienen una vaga relación genética con el lobo.

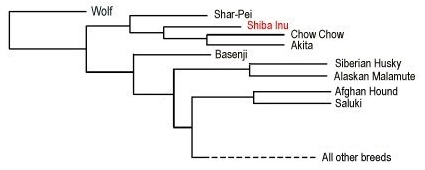
Esquema de procedencia del shiba inu.

Más o menos todos los perros modernos son el material genético de sus antepasados lobo. En el caso de los perros de Corea del Sur (Jindo, Sapsaree, Chejudo) que están estrechamente relacionados con las razas de Japón, los investigadores asumen la influencia de al menos dos poblaciones de lobos en el este de Asia. Así que es muy natural preguntarse si el lobo japonés no ha enviado su parte "lobo" en los perros japoneses.
Diferentes análisis de ADN de las razas japonesas muestra que no tienen un origen común, pero todas derivan de ancestros asiáticos (lobos y otros cánidos) que llegaron a Japón por diferentes rutas, como el Lejano Oriente, China o Corea. Por esto mismo no existe un punto de partida común, no hay un ancestro de donde divergen el resto de razas nativas de este país, pero sí que es seguro que el lobo japonés desempeñó un importante papel en la génesis de estas razas.  
Según el profesor Tanabe los perros japoneses y de la zona norte de Asia/Oriente pueden ser divididos en tres grupos dependiendo de su origen genético: 
- Grupo "A" con el hokkaido y el perro de ryukyu.

- Grupo "B" con el shiba san'in, el tsushima japonés, el perro coreano y el perro sajalín.

- Grupo "C" con el akita, el kai, kishu, el mikawa, el shikoku, el satsuma, el shiba shinshu y el mino shiba.

Los perros del grupo "A" son el resultado de la Era Jomon y han mantenido una genética constante (homogénea). Los perros del grupo "B" son los más recientes y son el resultado del cruce entre perros Jomon y perros Yayoi (se calcula que fueron el resultado de cruces alrededor del siglo VIII d. C.). Por último, el grupo "C" son el resultado del cruce de las líneas más fuertes durante el Período Jōmon.
En lo relacionado al shiba, sus orígenes vienen de dos vías diferentes, por lo que no es un perro primitivo, sino un perro "doblemente primitivo". Por estos orígenes el shiba está estrechamente relacionado al resto de perros japoneses (de ahí que haya una relativa similitud entre ellos), además de un fuerte lazo con los perros coreanos. Pese a que la FCI no lo clasifica como "Perro Primitivo", la palabra "primitivo" caracteriza bastante bien a estos perros.

## Características

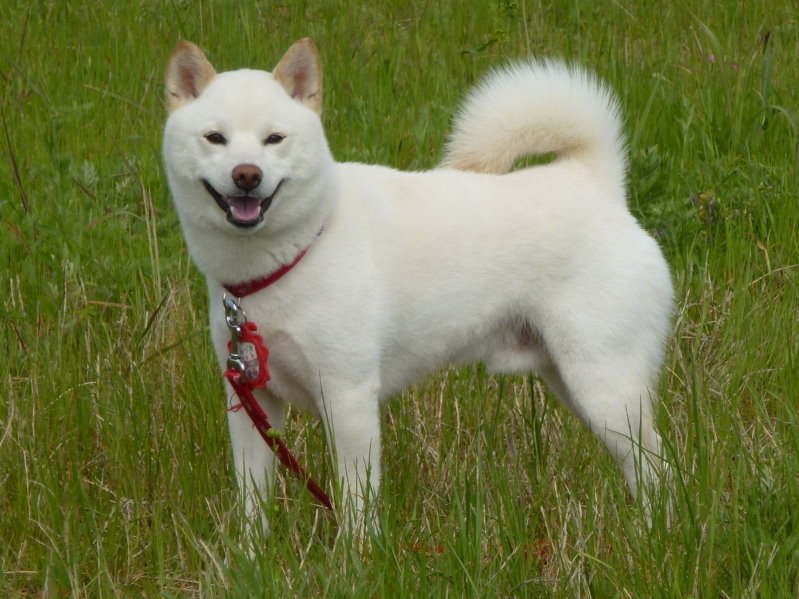
Un shiba inu de color blanco.

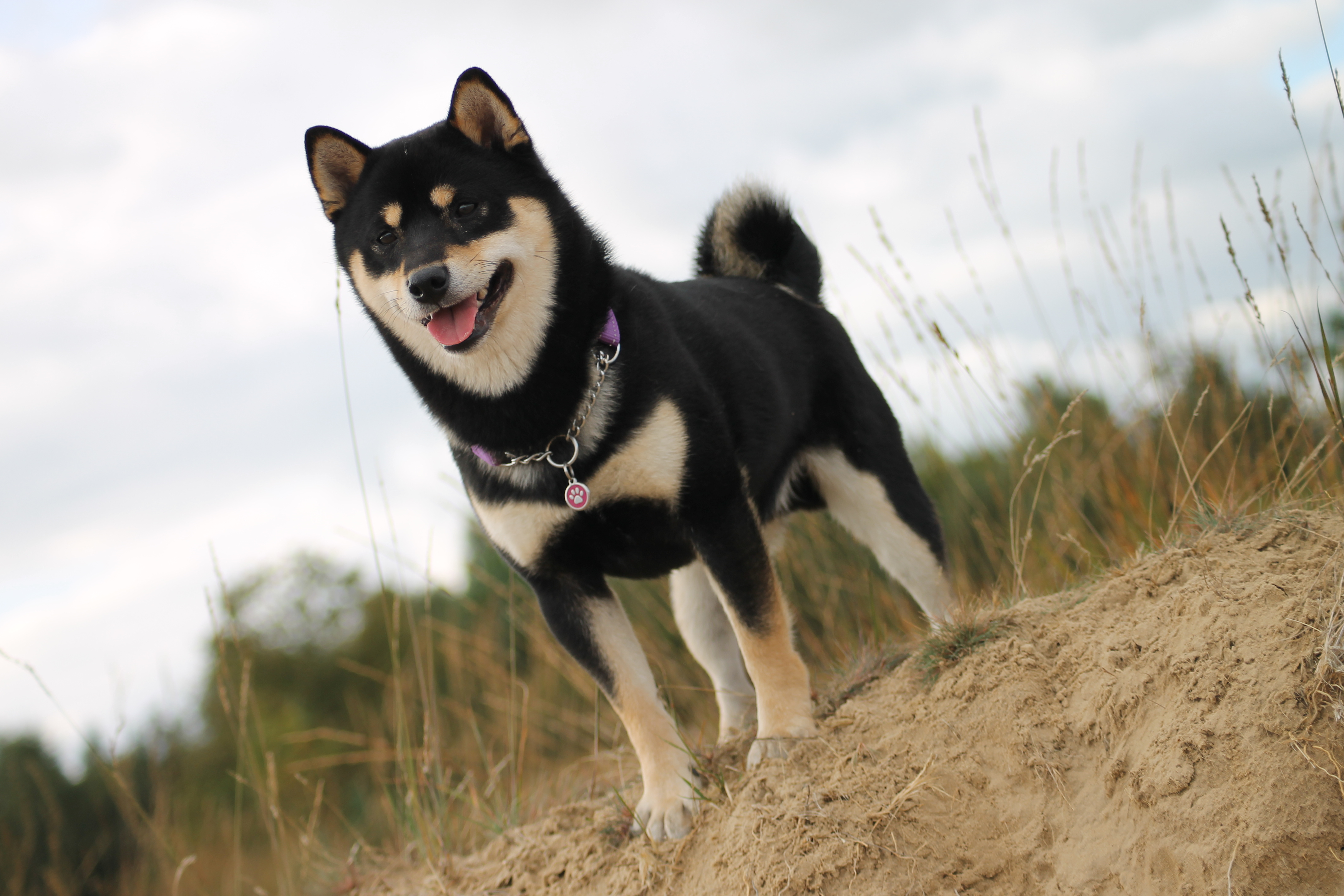
Negro y bronceado.

Este perro es muy buena mascota. El shiba inu es muy afectuoso con su tutor, se le considera un buen perro de compañía y perro de aviso o guardián. Se llevan bien con los niños de la casa, siempre y cuando el animal sea respetado. Se lleva bien con las demás mascotas. Se adapta bien a la vida de apartamento o casa. Como contrapartida, pese a ser muy inteligente, puede tender a ignorar órdenes con más facilidad que otros "perros de familia". Este perro requiere ejercicio a menudo y debe ser cepillado de vez en cuando.

### Fisonomía de la raza
El Shiba Inu es un perro de tamaño pequeño, con pelo no muy largo de aspecto rústico y enérgico, se asemeja a un Akita en miniatura, con pequeñas orejas triangulares, erguidas y ligeramente inclinadas hacia adelante. Su cuello es grueso y robusto. Tiene el dorso del hocico recto y stop bien marcado. Tiene la frente ancha y las mejillas bien formadas. La nariz es oscura casi negra o negra. Posee ojos pequeños, triangulares con iris de color pardo oscuro. Tiene una dentadura sólida y que debe formar una mordida de tijera.
Posee un tórax profundo, costillas arqueadas y un dorso corto y derecho. El lomo es ancho y potente, tiene el vientre bastante retraído. Tiene los hombros desarrollados y bien oblicuos, antebrazos derechos, y codos adheridos al tronco. Los pies los tiene un poco redondos, con uñas duras, oscuras y plantas duras. Sus extremidades posteriores presentan muslo y pierna bien desarrollados, un garrón bien derecho. Los pies, uñas y suelas casi son idénticas a las anteriores. Su cola es similar a la del Spitz, espesa, de mediana longitud y de inserción alta, se presenta bien enrollada sobre el dorso o en hoz.
Presenta pelo duro, y un subpelo delgado, suave y denso, ligeramente más largo y en dirección a la cola. El afelpado pelo doble suele ser rojizo, sésamo (mezcla de pelo rojizo con puntas negras) o negro con manchas color fuego. Todos los colores deben poseer manchas urajiro (entre crema y blanco) en las mejillas, en la cara interna de las orejas, en los laterales y la parte inferior del hocico, en la garganta, en la cara interna de los miembros, en el abdomen y alrededor de la cola. También se permite el blanco en los miembros, en la punta de la cola y manchas sobre los ojos.
Según el estándar dictado por la FCI (Federación Cinológica Internacional, el organismo encargado de fomentar y regir la cinología) los rasgos característicos de la raza deben ser:
- Aspecto general: Perro pequeño, robusto y bien proporcionado. Cuello fuerte y bien musculado, expresión atenta. Perro de movimientos rápidos y fáciles, la altura a la cruz y la longitud debe tener una relación de 10:11. Es un perro muy activo, dócil y leal para sus dueños.

- Cabeza: Cráneo ancho, stop bien marcado presentando un ligero surco, chaflán recto, trufa negra, hocico no muy largo, en punta y de tamaño moderado. Los labios deben estar bien unidos. Los dientes cierran en tijera y deben ser fuertes. Los ojos pequeños y ligeramente triangulares, bien separados uno de otro y de color marrón oscuro. Las orejas son triangulares, pequeñas y rectas, ligeramente inclinadas hacia delante.

- Cuello: Debe ser fuerte y bien proporcionado en relación con el cuerpo y cabeza.

- Cuerpo: Dorso recto y corto, lomo derecho y sólido. A la altura de los riñones ancho y musculoso. Pecho profundo, costillas ligeramente salidas y vientre bien recogido.

- Miembros anteriores: Hombros moderadamente oblicuos.

- Miembros posteriores: Los muslos son largos y las patas cortas pero bien desarrolladas

- Patas: Con los dedos bien cerrados y muy curvos. Las almohadillas son duras y elásticas. Las uñas son duras de preferencia oscuras.

- Cola: De implantación alta, espesa y enroscada al dorso en forma de hoz.

- Pelo: Corto, áspero y derecho; el subpelo es suave y denso. En la cola el pelo es ligeramente más largo y direccionado.

- Color: Rojo, crema, blanco, negro y fuego (Black & Tan) y sésamo negro y rojo. El color blanco no está aceptado para exposiciones o competiciones de belleza regidas por la FCI. Todos los colores anteriormente citados deben presentar el urajiro. El urajiro es pelo blanco en las partes laterales del hocico sobre los mofletes, debajo del maxilar, sobre la garganta, pecho y vientre, por la parte inferior de la cola y la parte interna de los miembros.

- Movimiento: Paso ligero y rápido.

- Tamaño: Macho – 40 cm. y hembra – 37 cm. (se tolera 1’5 cm por arriba o por abajo de la estatura).

- Defectos: Todo lo que se diferencie de lo expuesto anteriormente se puede considerar como defecto que será penalizado en función de su gravedad.

1. Perros miedosos.
2. Prognatismo inferior y superior.
3. Falta de dientes en gran número.

- Defectos eliminatorios:

1. Orejas no rectas.
2. Cola caída o corta.
3. Los machos deben tener los testículos de apariencia normal y completamente descendidos en el escroto.[8]

## En la cultura popular

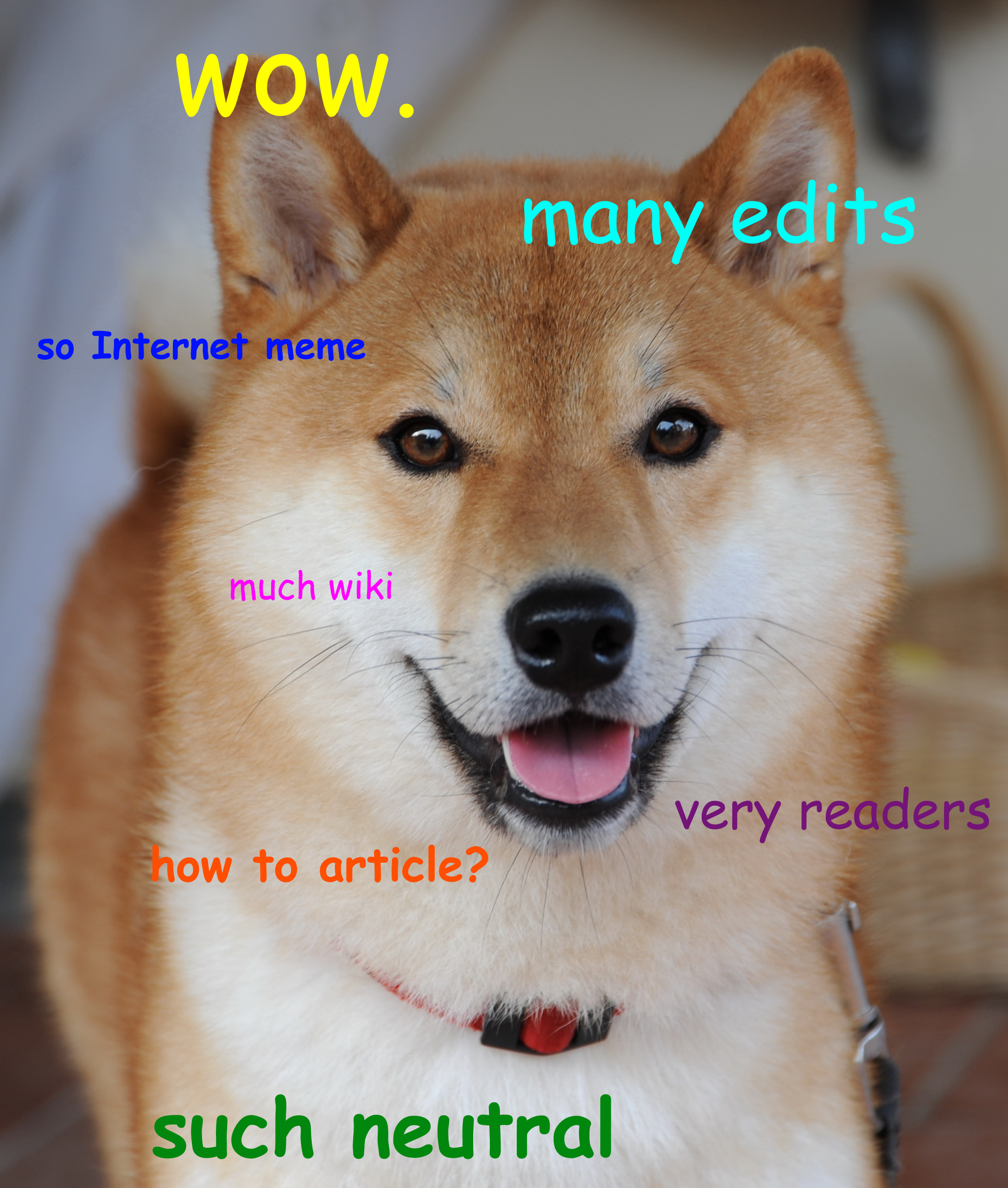
Ilustración del meme de Doge.

A pesar de no ser una raza de perro tan popular fuera de Japón, el shiba inu se ha vuelto popular en Internet, gracias a tres principales representantes de esta raza:
- Doge es un meme de Internet de 2013 que incluye un shiba inu, de nombre Kabosu, y palabras en fuente multicolor Comic Sans en primer plano. Una criptomoneda popular, Dogecoin, lleva el nombre de este meme y su logotipo lleva una imagen del perro. Falleció el 24 de mayo del 2024 a los 18 años. [9]
- Ken Kun fue un shiba inu que se hizo viral por atender un local de camotes en Japón. Falleció el 6 de junio del 2021. [10]
- Durante la Pandemia de COVID-19, Balltze, más conocido como Cheems, otro shiba inu viral en Internet, llamó mucho la atención mundial. Este meme se hizo popular con una imagen de un perro shiba inu sentado. Falleció el 18 de agosto del 2023, a los 12 años de edad, tras una corta batalla contra el cáncer.[11]